# Anicetus inglisiae
Anicetus inglisiae är en stekelart som beskrevs av Hayat 2003. Anicetus inglisiae ingår i släktet Anicetus och familjen sköldlussteklar. Inga underarter finns listade i Catalogue of Life.